# Format prikaza
Format prikaza (omjer slike, eng. aspect ratio) opisuje proporcionalan odnos između širine i visine prikaza. Najčešće se iskazuje kao dva broja između kojih se nalazi dvotočka (:), npr. 16:9. Za x:y format prikaza, bez obzira na veličinu prikaza, ako se širina podijeli na x jedinica jednake duljine, te ako se visina mjeri pomoću iste duljine, visina će biti jednaka y jedinica.

## Primjeri
Danas najčešći formati prikaza filmova u kinima su 1.85:1 i 2.39:1. Dva najčešća formata televizije i ekrana su 4:3, najkorišteniji u 20. st., i 16:9, univerzalan format za televiziju visoke rezolucije i europsku digitalnu televiziju.